# Ingrid Kriegelstein

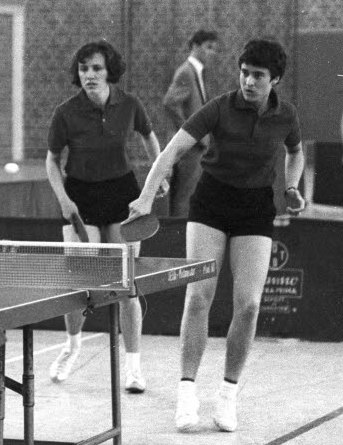
Ingrid Kriegelstein (li.) mit Edit Buchholz bei den Deutschen Tischtennismeisterschaften der Frauen (1966)

Ingrid Kriegelstein (* 9. Juli 1938 in Kiel; † 8. April 2025) war eine deutsche Tischtennisspielerin. Sie gehörte in den 1960er Jahren zu den besten deutschen Spielerinnen. 1964 wurde sie deutsche Meisterin im Einzel.

## Leben und Karriere
Mit dem Tischtennissport begann sie beim Verein Kirchbarkau, später ging sie zum TSV Gaarden. 1956 gewann sie die Deutsche Jugendmeisterschaft im Mixed (mit Peter Czichowski). 1961 wechselte sie zum Kieler TTK Grün-Weiß, wo sie noch heute aktiv spielt. Im gleichen Jahr wurde sie mit diesem Verein deutscher Mannschaftsmeister. Diesen Erfolg wiederholte die Mannschaft 1964. Dazwischen gewann sie 1963 noch den Mannschaftspokal.
Im Bundesranglistenturnier wurde sie 1963 Erste und 1965 Zweite. Mehrmals nahm sie an den deutschen Meisterschaften teil. 1964 wurde sie in Siegen deutsche Meisterin im Einzel, 1966 gewann sie den Titel im Doppel zusammen mit Edit Buchholz. 1963 und 1965 belegte sie im Mixed mit Eberhard Schöler Platz 2.
Zwischen 1963 und 1966 absolvierte sie 7 Länderspiele. Zweimal nahm sie an Weltmeisterschaften teil. Bei der WM 1963 in Prag belegte sie mit dem Damenteam Platz 9, 1965 in Ljubljana Platz 6. Bei der Europameisterschaft 1966 erreichte sie mit der Damenmannschaft Rang 6.
Anfang 1966 heiratete Kriegelstein den Tischtennisspieler des TSV Gaarden Hans-Jürgen Bahnert. Seitdem trat sie unter dem Namen Ingrid Bahnert auf.
1970 und 1973 wurde sie mit Kiel deutscher Pokalsieger. Mit dem Aufgebot von Schleswig-Holstein gewann sie 1970 und 1972 den Deutschlandpokal. 1973 konnte sie mit Ev-Kathleen Zemke vom Oberalster VfW noch einmal deutsche Vizemeisterin im Damen-Doppel werden, ein Jahr später errangen die beiden bei den Deutschen Meisterschaften die Bronze-Medaille. 1975 wurde Bahnert geehrt, weil sie bis dahin seit 1960 bei allen norddeutschen Meisterschaften vertreten war.

## Turnierergebnisse
| Verband | Veranstaltung                         | Jahr | Ort            | Land | Einzel     | Doppel    | Mixed     | Team |
| ------- | ------------------------------------- | ---- | -------------- | ---- | ---------- | --------- | --------- | ---- |
| FRG     | Europameisterschaft                   | 1964 | Malmö          | SWE  | letzte 16  |           |           |      |
| FRG     | Jugend-Europameisterschaft (Junioren) | 1955 | Ruit-Stuttgart | FRG  | Halbfinale |           |           |      |
| FRG     | Weltmeisterschaft                     | 1969 | München        | FRG  | letzte 64  | Qual      | Qual      |      |
| FRG     | Weltmeisterschaft                     | 1965 | Ljubljana      | YUG  | letzte 64  | letzte 32 | Scratched | 6    |
| FRG     | Weltmeisterschaft                     | 1963 | Prag           | TCH  | letzte 32  | letzte 16 | letzte 64 | 9    |